# Monti Fan
I monti Fan (in tagico Фон, Fon; in uzbeco Fon togʻlari; in russo Фанские горы, Fanskie gory) sono la parte più elevata dei monti Zeravshan, nell'Asia centrale. Si trovano nell'angolo nord-ovest del Tagikistan, nella provincia di Suƣd (distretti di Panjakent e di Ayni), estendendosi fino al confine con l'Uzbekistan. Sono posti tra la catena montuosa dei Zeravshan, a nord, e i monti Hisor a sud.

## Geografia
A nord, sono delimitati dai fiumi Artuč e Pasrudarya. A ovest, il confine corre lungo il fiume Arči-Majdan. A sud-est, il confine costeggia la gola del fiume Dukdon, la valle del fiume Sarytag, il lago Iskanderkul e le valli dei fiumi Iskander Darya e Fan Darya. Scorre tra i monti Fan il fiume Yaghnob.
Molte sono le cime di oltre 5 000 m:
Chimtarga (a vetta più alta, 5 489 m), Bodchona (5 138 m), Čapdara (5 050 m), Bol'šaja Ganza ("grande Ganza", 5 306 m), Malaja Ganza ("piccola Ganza", 5 031 m), Zamok (5 070 m), Mirali (5 132 m) ed Ėnergija (5 120 m). Sono composti principalmente da calcari paleozoici e vantano delle cime appuntite. Sul territorio della valle Fan-Yaghnob c'è uno dei più grandi giacimenti di carbone dell'Asia centrale.
Ci sono molti pittoreschi laghi alpini: l'Iskanderkul, il Kulikalon (Куликалон 39°15′10″N 68°10′18″E), l'Allo (Алло 39°12′29″N 68°07′51″E), l'Alaudin (Алаудин 39°14′15″N 68°15′23″E). Anche la valle dei Sette Laghi è spesso indicata come facente parte dei monti Fan, benché i laghi si trovino al confine occidentale.
I monti Fan sono una zona prettamente turistica. Nel 2006 sono stati inseriti nell'elenco provvisorio (tentative list) dell'UNESCO.

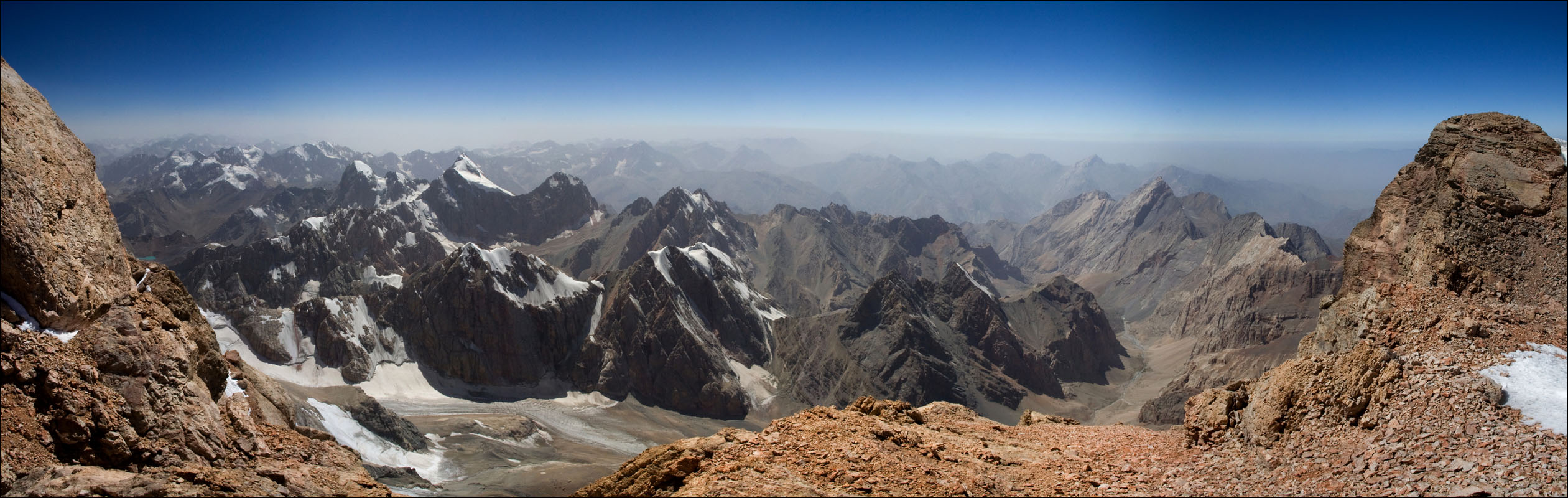
Panorama dal Chimtarga